# Гермоген (Серый)
Епископ Гермоген (в миру Владимир Иванович Серый; 22 февраля 1973, Пятилетка, Новосибирская область) — архиерей Русской православной церкви, епископ Мичуринский и Моршанский.

## Биография
Родился 22 февраля 1973 г. в поселок Пятилетка Черепановского р-на Новосибирской обл.
В 1990 г. окончил среднюю школу. В 1995 г. окончил Новосибирский государственный аграрный университет с присвоением квалификации «агроном-селекционер»; в этом же году поступил в аспирантуру НГАУ, где учился до февраля 1997 г. В 1995 г. принят на работу младшим научным работником в лабораторию селекции и генетики СибНИИРС СО РАСХН.
В апреле 1992 года крестился в Вознесенском кафедральном соборе Новосибирска. В 1995 году стал прислуживать в Казанском храме поселка Краснообска, совмещая послушание в храме с работой в институте.
В 1995 году окончил Новосибирский государственный аграрный университет. Осенью 1995 года поступил на 1-й курс Новосибирского Богословского института.
1 сентября 1997 года был зачислен на 1-й курс Тобольской духовной семинарии.
17 декабря 1999 года архиепископом Тобольским и Тюменским Димитрием (Капалиным) в Покровском кафедральном соборе Тобольска пострижен в монашество с наречением имени Гермоген в честь священномученика Гермогена (Долганёва), епископа Тобольского и Сибирского.
26 декабря 1999 года в Покровском кафедральном соборе Тобольска архиепископом Димитрием рукоположен во иеродиакона.
26 ноября 2000 года в Софийско-Успенском кафедральном соборе Тобольска архиепископом Димитрием рукоположен во иеромонаха.
В 2000—2002 годы исполнял послушание секретаря-референта управляющего Тобольской и Тюменской епархией.
В 2001 году окончил Тобольскую духовную семинарию и стал преподавать в ней курс патрологии.
В июне 2002 года защитил дипломную работу на тему «Апологетические труды святых отцов и учителей Церкви доникейского периода».
С января по август 2002 года нёс послушание эконома епархии.
14 августа 2002 года назначен и. о. инспектора Тобольской духовной семинарии. 14 августа 2003 года утверждён в должности проректора по воспитательной работе.
В 2003—2007 гг. обучался на секторе заочного обучения Московской духовной академии.
27 сентября 2003 года возведён в сан игумена.
23 июня 2005 года освобождён от должности проректора и назначен благочинным Знаменского Абалакского мужского монастыря.
15 февраля 2006 года назначен и. о. наместника Знаменского Абалакского монастыря.
12 июля 2006 года назначен председателем епархиальной комиссии по делам монастырей.
26 декабря 2006 года решением Священного Синода Русской Православной Церкви назначен наместником Знаменского Абалакского монастыря.
В 2008 году окончил Московскую Духовную Академию.
Занимал должность первого проректора Тобольской Духовной семинарии.
В январе 2009 года был делегатом Поместного Собора Русской Православной Церкви.
В мае 2010 года защитил выпускную квалификационную работу на тему «История Тобольской духовной семинарии в период со второй половины XIX века до закрытия в 1919 году».

### Архиерейство
16 июля 2013 года решением Священного Синода Русской Православной Церкви избран епископом Мичуринским и Моршанским.
2 августа 2013 года в Знаменском Абалакском монастыре архиепископом Тобольским и Тюменским Димитрием возведён в сан архимандрита.
16 августа 2013 года в Тронном зале Храма Христа Спасителя в Москве Патриарх Московский и всея Руси Кирилл возглавил чин наречения архимандрита Гермогена (Серого) во епископа Мичуринского и Моршанского.
27 сентября 2013 года в Храме святителя Николая Чудотворца в Пыжах хиротонисан во епископа Мичуринского и Моршанского. Хиротонию совершили Патриарх Московский и всея Руси Кирилл, митрополит Саранский и Мордовский Варсонофий (Судаков), митрополит Тамбовский и Рассказовский Феодосий (Васнев), архиепископ Истринский Арсений (Епифанов), архиепископ Тобольский и Тюменский Димитрий (Капалин), епископ Солнечногорский Сергий (Чашин), епископ Уваровский и Кирсановский Игнатий (Румянцев).
В связи с прошением Преосвященного архиепископа Тобольского и Тюменского Димитрия 2 октября 2013 освобождён от должности игумена (наместника) Знаменского Абалакского монастыря Тобольской епархии.
C 17 по 28 ноября 2014 года в Москве слушал двухнедельный курсы курсы повышения квалификации для новопоставленных архиереев Русской Православной Церкви.

## Публикации
церковно-исторические публикации
- Материально-экономическое положение Тобольской Духовной семинарии в кон. XIX — нач. XX вв. // Труды Тобольской Духовной семинарии. Вып. 1. — Тобольск : [б. и.], 2009. — 308 с. — С. 29-36.
- Обретение святых мощей святителя Филофея (Лещинского), митрополита Тобольского и Сибирского, 20-21 октября 2006 г. // Труды Тобольской Духовной семинарии. Вып. 1. — Тобольск : [б. и.], 2009. — 308 с. — С. 81-88.
- Абалакский Знаменский мужской монастырь // Сибирская Православная газета: газета. — Тюмень, 2010. — № 1.
- История Тобольской духовной семинарии с 1743 г. до закрытия в 1919 г. // сайт Московской духовной академии, 21 июня 2012
- Князь Владимир. Цивилизационный выбор Руси // Святой равноапостольный князь Владимир. Цивилизационный выбор Руси: материалы II Владимирских духовно-образовательных чтений / сост.: Р. С. Леонов. — Мичуринск: Изд-во Мичуринского госагроуниверситета, 2015. — С. 9-12.
- Святитель Иоанн Тобольский. К 100-летию со дня прославления // Тамбовские Епархиальные ведомости: журнал. — № 3 (99) март 2016. — Тамбов, 2016. — С. 23-27.
  - Святитель Иоанн Тобольский // Александръ: литературно-исторический журнал. — № 1 октябрь 2016. — Первомайский, 2016. — С. 18-23.
- Священномученик Владимир (Богоявленский): Религиозное воспитание как условие нравственного развития личности // журнал «Тамбовские Епархиальные ведомости». — № 3 (111) март 2017. — Тамбов, 2017. — С. 36-39.
  - Священномученик Владимир (Богоявленский): Религиозное воспитание как условие нравственного развития личности // литературно-исторический журнал «Александръ». — № 4 (7) апрель 2017. — Первомайский, 2017. — С. 8-12.
  - Священномученик Владимир (Богоявленский) о религиозно-нравственном воспитании детей // Богословский сборник Тамбовской духовной семинарии: научный журнал — Тамбов : ООО «ТПС», 2020. — № 2 (11). — C. 112—119

прочие публикации
- Пасхальное послание епископа Мичуринского и Моршанского Гермогена пастырям, диаконам, монашествующим и всем верным чадам Мичуринской епархии Русской Православной Церкви // Мичуринская жизнь: газета. — № 77 от 19 апреля 2014. — Мичуринск, 2014. — С. 2.
- Значение святоотеческого наследия в деле нравственного воспитания детей // Русская Православная Церковь и духовно-нравственное состояние общества: материалы первых Владимирских образовательных чтений, посвященных 140-летию Боголюбского кафедрального собора г. Мичуринска / сост.: А. Ю. Околелов. — Мичуринск: Изд-во Мичуринского госагроуниверситета, 2014. — С. 9-17.
- Рождественское послание епископа Мичуринского и Моршанского Гермогена пастырям, диаконам, монашествующим и всем верным чадам Мичуринской епархии Русской Православной Церкви // Мичуринская жизнь: газета— № 1-2. от 6 января 2015. — Мичуринск, 2015. — С. 2.
  - Пасхальное послание епископа Мичуринского и Моршанского Гермогена пастырям, диаконам, монашествующим и всем верным чадам Мичуринской епархии Русской Православной Церкви // Мичуринская жизнь: газета. — № 61 от 14 апреля 2015. — Мичуринск, 2015. — С. 2.
  - Пасхальное послание епископа Мичуринского и Моршанского Гермогена пастырям, диаконам, монашествующим и всем верным чадам Мичуринской епархии Русской Православной Церкви // Мичуринская правда: газета. — № 28 от 15 апреля 2015. — Мичуринск, 2015. — С. 2.
- Поздравление к 70-летию Победы в Великой Отечественной войне // Мичуринская правда: газета — № 33 от 6 мая 2015. — Мичуринск, 2015. — С. 10.
- Семья и семейные ценности // Традиция и новации: культура, общество, личность: материалы III Владимирских духовно-образовательных чтений / сост.: Р. С. Леонов. — Мичуринск: Отпечатано в АО "Издательский дом «Мичуринск», 2016. — С. 309—313.
- Рождественское послание епископа Мичуринского и Моршанского Гермогена пастырям, диаконам, монашествующим и всем верным чадам Мичуринской епархии Русской Православной Церкви // газета «Мичуринская мысль». — № 52 от 27 декабря 2016. — Мичуринск, 2016. — С. 30.
  - Поздравление с Рождеством // газета «Вести Мичуринского государственного аграрного университета». — № 11 (153) декабрь 2016. — Мичуринск, 2016. — С. 2.
- Напутствие на Великий пост // газета «Преображение». — № 346 от 11 марта 2017. — Мичуринск, 2017. — С. 1.
- Пасхальное послание епископа Мичуринского и Моршанского Гермогена пастырям, диаконам, монашествующим и всем верным чадам Мичуринской епархии Русской Православной Церкви // газета «Сосновское слово». — № 16 от 19 апреля 2017. — Сосновский район, 2017. — С. 2.
- Поздравление к юбилею газеты «Преображение» // Преображение: газета. — № 350—351 от 3 мая 2017. — Мичуринск, 2017. — С. 1.
- Поздравление ко Дню знаний // Мичуринская мысль: газета. — № 35 от 29 августа 2017. — Мичуринск, 2017. — С. 17.
  - Поздравление ко Дню знаний // Мичуринская правда: газета — № 67 от 30 августа 2017. — Мичуринск, 2017. — С. 3.
- Судьбы России, народа, Церкви в зеркале истории // 1917—2017: уроки столетия: материалы IV Владимирских духовно-образовательных чтений / сост.: Р. С. Леонов. — Мичуринск: Изд-во ООО «БиС», 2017. — С. 4-9.
- Напутствие в дни Великого поста // газета «Знамя». — № 13 от 28 марта 2018. — Никифоровский район, 2018. — С. 9.
- Поздравление с окончанием учебного года // газета «Сельские зори». — № 22 от 30 мая 2018. — Петровский район, 2018. — С. 1.
- Поздравление ко Дню знаний // Мичуринская правда: газета — № 70 от 1 сентября 2018. — Мичуринск, 2018. — С. 8.
  - Поздравление ко Дню знаний // газета «Вестник». — № 36 от 5 сентября 2018. — Первомайский район, 2018. — С. 1.
  - Поздравление ко Дню знаний // газета «Староюрьевская звезда». — № 36 от 5 сентября 2018. — Староюрьевский район, 2018. — С. 1.